# 願いごとの持ち腐れ
「願いごとの持ち腐れ」（ねがいごとのもちぐされ）は、日本の女性アイドルグループ・AKB48の楽曲。作詞は秋元康が、作曲は内山栞が担当した。2017年5月31日にAKB48のメジャー48作目のシングルとしてキングレコードより発売された。AKB48のシングル表題曲におけるセンターポジションは松井珠理奈と宮脇咲良の2人が務めた。
NHKの音楽番組『みんなのうた』で、2017年4月から5月にかけて放送された。

## 背景とリリース
前作『シュートサイン』から約2か月半ぶりにリリースされた、2017年のシングル第2弾。
楽曲のシングル盤は「Type A」の「初回限定盤」、「Type A」の「通常盤」、「Type B」の「初回限定盤」、「Type B」の「通常盤」、「Type C」の「初回限定盤」、「Type C」の「通常盤」、そして「劇場盤」の全7種類でリリースされた。CDには『AKB48 49thシングル 選抜総選挙』の投票シリアルナンバーが封入された。
本楽曲は『第84回NHK全国学校音楽コンクール』の中学校の部の課題曲となっており、シングルには「Nコン」の合唱バージョンとはアレンジが異なるAKB48オリジナルバージョンとして収録されている。2017年3月11日に放送された『「発表!Nコン2017課題曲」〜第84回NHK全国学校音楽コンクールに向けて〜』（NHK Eテレ）で合唱バージョンが初披露された。オリジナルバージョンは2017年5月5日放送の『Nコン×AKB48〜合唱に胸キュン!〜』（NHK総合）において初披露された。
リリースならびに選抜メンバーは、2017年3月20日に幕張メッセで開催された写真会イベントにおいて発表された。
選抜メンバーの人数は過去2番目の多さとなる35人で、予てから発表されていた「Nコン合唱選抜」と同一のものとなっている。
選抜メンバー初参加は、小田えりなと研究生の久保怜音の2人。研究生の選抜入りは、鵜野みずき（NMB48）、土保瑞希、湯本亜美の3人が、選抜メンバーとして参加した、2013年12月の34thシングル『鈴懸の木の道で「君の微笑みを夢に見る」と言ってしまったら僕たちの関係はどう変わってしまうのか、僕なりに何日か考えた上でのやや気恥ずかしい結論のようなもの』以来、3年5か月（14作）ぶり、通算にして5作目となった。
選抜復帰のメンバーは3人で、高柳明音（SKE48）が、2015年8月の41stシングル『ハロウィン・ナイト』以来、1年9か月（7作）ぶり、朝長美桜（HKT48）と古畑奈和（SKE48）の2人が、2014年5月の36thシングル『ラブラドール・レトリバー』以来、3年（12作）ぶりの選抜入りとなった。
前作の選抜メンバーのうち、大西桃香と、2017年4月19日に卒業した小嶋陽菜の2人を除く30人が全員引き続き選抜入りした。
また、市川美織（NMB48）、大家志津香、川本紗矢、木﨑ゆりあ、後藤楽々（SKE48）、朝長美桜（HKT48）の6人にとっては、この作品が最後のAKB48のシングル選抜入り表題曲となった。
これまでのAKB48にはなかったようなロシア民謡を感じさせる8分の6拍子というどこか不思議なメロディーの楽曲となっていて、振付はストーリー性のある「操りダンス」が展開され、魔法使いが人形を操っているような振りにもなっている。
第59回日本レコード大賞において優秀作品賞に選出された。
カップリングには、前年開催の『AKB48 45thシングル 選抜総選挙』における上位4名それぞれがセンターを務める楽曲が収録されている。
「劇場盤」のカップリング曲として、AKB48の姉妹グループ・STU48の初のオリジナル楽曲「瀬戸内の声」が収録されている。同曲は、2018年発売のSTU48のデビューシングル『暗闇』にも収録されている。
AKB48が、NHKの音楽番組『みんなのうた』に出演するのは、2015年2月から3月にかけて放送された「履物と傘の物語」以来、約2年2か月ぶり2回目となった。
『みんなのうた』の放送で使用されたアニメーションの映像は、アダチマサヒコが制作した。

## アートワーク
| Type A（初回限定盤） | 木﨑ゆりあ、北原里英、白間美瑠、須田亜香里、松井珠理奈、宮脇咲良、向井地美音、武藤十夢                 |
| Type B（初回限定盤） | 入山杏奈、加藤玲奈、小嶋真子、指原莉乃、高橋朱里、古畑奈和、山本彩、横山由依                           |
| Type C（初回限定盤） | 岡田奈々、柏木由紀、兒玉遥、込山榛香、高柳明音、渡辺麻友                                               |
| Type A（通常盤）     | 入山杏奈、小嶋真子、宮脇咲良、武藤十夢、山本彩、横山由依                                               |
| Type B（通常盤）     | 柏木由紀、加藤玲奈、兒玉遥、高橋朱里、松井珠理奈、向井地美音                                           |
| Type C（通常盤）     | 岡田奈々、木﨑ゆりあ、込山榛香、指原莉乃、須田亜香里、渡辺麻友                                         |
| 劇場盤               | 岡田奈々、柏木由紀、指原莉乃、須田亜香里、松井珠理奈、宮脇咲良、向井地美音、山本彩、横山由依、渡辺麻友 |

アーティスト写真およびジャケット写真は、たんぽぽの綿毛がモチーフとなっている。「願いごとを唱えながらたんぽぽの綿毛を吹くと叶う」というヨーロッパにある言い伝えから、「初回限定盤」では、メンバーが願いごとの象徴である綿毛をそれぞれの願いを込めて吹く瞬間、「通常盤」では、綿毛を手にしたメンバーが空を舞う情景が表現されている。綿毛は、願いごとのメタファーである他に「白い綿毛が遠くの地で黄色い花を咲かせるように、メンバーたちの願いごとが叶うように」との思いも込められている。

## ミュージック・ビデオ
願いごとの持ち腐れ
2017年5月1日にミュージック・ビデオ (MV) の先行試写会が東京都内において開催され、初公開された。
2017年3月19日をもって閉校した浜松市立鏡山小学校（静岡県）を舞台に、メンバーが実際に閉校前に数日間鏡山小学校を訪ねて撮影を行った。MVは当時の同校教頭のインタビューから始まる。鏡山小学校の児童との触れ合い、合唱を通じての心の通い合いが見て取れる内容の11分のドキュメンタリー仕様になっている。MVのテーマは「別れ」で、制作スタッフは秋元より、今までで一番泣ける作品にして欲しいというオーダーを受けて制作するに至った。監督は大隈良平が担当した。
イマパラ
指原がセンターを務める「イマパラ」のMVでは、1980年代後半に流行したパラパラを披露している。普段の明るく元気な姿とは異なり、メンバーたちはパラパラを無表情で踊っている。なお、歌唱メンバーの岡田奈々だけは撮影当日の体調不良のため、MVの撮影に参加していない。監督はZUMIが担当した。
前触れ
渡辺がセンターを務める「前触れ」は、グループの若手メンバーを中心に構成され、MVでは桜の木の下で素の表情で花見を楽しむシーンが収められている。監督は大野敏嗣が担当した。
点滅フェロモン
松井がセンターを務める「点滅フェロモン」は、ダンス選抜の楽曲であり、MVはハードかつダーティーな世界観で、メンバーが今までに出したことのないようなメイクやワイルドなヘア、表情を見せており、アダルトで女性らしさを醸し出す作品になっている。振付はRuuが担当した。監督は三石直和が担当した。
あの頃の五百円玉
山本彩がセンターを務める「あの頃の五百円玉」では、メンバー全員が床で横になって踊る俯瞰ダンスがMV限定で披露されている。監督は番場秀一が担当した。

## メディアでの使用
願いごとの持ち腐れ
『第84回NHK全国学校音楽コンクール』中学校の部 課題曲
NHK『みんなのうた』2017年4月 - 5月度オンエア楽曲

## シングル収録トラック

### Type A
「初回限定盤」と「通常盤」の2種類が存在するが、収録トラックは同一である。
| #         | タイトル                                 | 作詞      | 作曲      | 編曲      | 時間  |
| --------- | ---------------------------------------- | --------- | --------- | --------- | ----- |
| 1.        | 「願いごとの持ち腐れ」                   | 秋元康    | 内山栞    | 若田部誠  | 3:05  |
| 2.        | 「イマパラ」                             | 秋元康    | 板垣祐介  | 板垣祐介  | 3:25  |
| 3.        | 「前触れ」                               | 秋元康    | 白戸佑輔  | 若田部誠  | 4:28  |
| 4.        | 「願いごとの持ち腐れ（off vocal ver.）」 |           | 内山栞    | 若田部誠  | 3:05  |
| 5.        | 「イマパラ（off vocal ver.）」           |           | 板垣祐介  | 板垣祐介  | 3:25  |
| 6.        | 「前触れ（off vocal ver.）」             |           | 白戸佑輔  | 若田部誠  | 4:27  |
| 合計時間: | 合計時間:                                | 合計時間: | 合計時間: | 合計時間: | 21:55 |

| #  | タイトル                           | 作詞 | 作曲・編曲 | 監督     |
| -- | ---------------------------------- | ---- | ---------- | -------- |
| 1. | 「願いごとの持ち腐れ Music Video」 |      |            | 大隈良平 |
| 2. | 「イマパラ Music Video」           |      |            | ZUMI     |
| 3. | 「前触れ Music Video」             |      |            | 大野敏嗣 |

### Type B
「初回限定盤」と「通常盤」の2種類が存在するが、収録トラックは同一である。
| #         | タイトル                                 | 作詞      | 作曲         | 編曲      | 時間  |
| --------- | ---------------------------------------- | --------- | ------------ | --------- | ----- |
| 1.        | 「願いごとの持ち腐れ」                   | 秋元康    | 内山栞       | 若田部誠  | 3:05  |
| 2.        | 「イマパラ」                             | 秋元康    | 板垣祐介     | 板垣祐介  | 3:25  |
| 3.        | 「点滅フェロモン」                       | 秋元康    | すみだしんや | APAZZI    | 4:09  |
| 4.        | 「願いごとの持ち腐れ（off vocal ver.）」 |           | 内山栞       | 若田部誠  | 3:05  |
| 5.        | 「イマパラ（off vocal ver.）」           |           | 板垣祐介     | 板垣祐介  | 3:25  |
| 6.        | 「点滅フェロモン（off vocal ver.）」     |           | すみだしんや | APAZZI    | 4:07  |
| 合計時間: | 合計時間:                                | 合計時間: | 合計時間:    | 合計時間: | 21:16 |

| #  | タイトル                           | 作詞 | 作曲・編曲 | 監督     |
| -- | ---------------------------------- | ---- | ---------- | -------- |
| 1. | 「願いごとの持ち腐れ Music Video」 |      |            | 大隈良平 |
| 2. | 「イマパラ Music Video」           |      |            | ZUMI     |
| 3. | 「点滅フェロモン Music Video」     |      |            | 三石直和 |

### Type C
「初回限定盤」と「通常盤」の2種類が存在するが、収録トラックは同一である。
| #         | タイトル                                 | 作詞      | 作曲           | 編曲           | 時間  |
| --------- | ---------------------------------------- | --------- | -------------- | -------------- | ----- |
| 1.        | 「願いごとの持ち腐れ」                   | 秋元康    | 内山栞         | 若田部誠       | 3:05  |
| 2.        | 「イマパラ」                             | 秋元康    | 板垣祐介       | 板垣祐介       | 3:25  |
| 3.        | 「あの頃の五百円玉」                     | 秋元康    | K-WONDER・SAS3 | 野中“まさ”雄一 | 5:10  |
| 4.        | 「願いごとの持ち腐れ（off vocal ver.）」 |           | 内山栞         | 若田部誠       | 3:05  |
| 5.        | 「イマパラ（off vocal ver.）」           |           | 板垣祐介       | 板垣祐介       | 3:25  |
| 6.        | 「あの頃の五百円玉（off vocal ver.）」   |           | K-WONDER・SAS3 | 野中“まさ”雄一 | 5:08  |
| 合計時間: | 合計時間:                                | 合計時間: | 合計時間:      | 合計時間:      | 23:18 |

| #  | タイトル                           | 作詞 | 作曲・編曲 | 監督     |
| -- | ---------------------------------- | ---- | ---------- | -------- |
| 1. | 「願いごとの持ち腐れ Music Video」 |      |            | 大隈良平 |
| 2. | 「イマパラ Music Video」           |      |            | ZUMI     |
| 3. | 「あの頃の五百円玉 Music Video」   |      |            | 番場秀一 |

### 劇場盤
| #         | タイトル                                 | 作詞      | 作曲         | 編曲      | 時間  |
| --------- | ---------------------------------------- | --------- | ------------ | --------- | ----- |
| 1.        | 「願いごとの持ち腐れ」                   | 秋元康    | 内山栞       | 若田部誠  | 3:05  |
| 2.        | 「イマパラ」                             | 秋元康    | 板垣祐介     | 板垣祐介  | 3:25  |
| 3.        | 「瀬戸内の声」(STU48)                    | 秋元康    | 井上トモノリ | 水島康貴  | 5:37  |
| 4.        | 「願いごとの持ち腐れ（off vocal ver.）」 |           | 内山栞       | 若田部誠  | 3:05  |
| 5.        | 「イマパラ（off vocal ver.）」           |           | 板垣祐介     | 板垣祐介  | 3:25  |
| 6.        | 「瀬戸内の声（off vocal ver.）」         |           | 井上トモノリ | 水島康貴  | 5:35  |
| 合計時間: | 合計時間:                                | 合計時間: | 合計時間:    | 合計時間: | 24:12 |

## 選抜メンバー
☆は、メディア選抜。
- 市川美織 [注釈 4]
- 入山杏奈☆
- 大家志津香
- 岡田奈々☆ [注釈 5]
- 小栗有以
- 小田えりな
- 柏木由紀☆ [注釈 6]
- 加藤玲奈☆
- 川本紗矢
- 木﨑ゆりあ☆
- 北原里英☆ [注釈 7]
- 久保怜音
- 小嶋真子☆
- 兒玉遥☆ [注釈 8]
- 後藤楽々 [注釈 9]
- 込山榛香☆
- 指原莉乃☆ [注釈 10]
- 白間美瑠☆ [注釈 11]
- 須田亜香里☆ [注釈 9]
- 高橋朱里☆
- 高柳明音☆ [注釈 9]
- 朝長美桜☆ [注釈 8]
- 中井りか [注釈 7]
- 古畑奈和☆ [注釈 9]
- 松井珠理奈☆ [注釈 9]
- 松岡はな [注釈 12]
- 峯岸みなみ
- 宮脇咲良☆ [注釈 8]
- 向井地美音☆
- 武藤十夢☆
- 山本彩加 [注釈 4]
- 山本彩☆ [注釈 4]
- 横山由依☆
- 吉田朱里 [注釈 4]
- 渡辺麻友☆

| 3列目 | 古畑奈和   | 山本彩加 | 後藤楽々 | 入山杏奈 | 木﨑ゆりあ | 久保怜音 | 朝長美桜 | 小田えりな | 大家志津香 | 込山榛香   | 兒玉遥   | 川本紗矢   |
| 2列目 | 吉田朱里   | 高柳明音 | 市川美織 | 高橋朱里 | 小嶋真子   | 加藤玲奈 | 松岡はな | 武藤十夢   | 中井りか   | 須田亜香里 | 小栗有以 |            |
| 1列目 | 峯岸みなみ | 渡辺麻友 | 宮脇咲良 | 横山由依 | 白間美瑠   | 山本彩   | 岡田奈々 | 北原里英   | 松井珠理奈 | 柏木由紀   | 指原莉乃 | 向井地美音 |

## 収録アルバム
- 僕たちは、あの日の夜明けを知っている
- NHKみんなのうた 60 アニバーサリー・ベスト 〜ぼくはヒーロー〜

## 歌唱パート
- 市川美織：ソプラノ
- 入山杏奈：ソプラノ
- 大家志津香：アルト
- 岡田奈々：メゾソプラノ
- 小栗有以：アルト
- 小田えりな：メゾソプラノ
- 柏木由紀：アルト
- 加藤玲奈：メゾソプラノ
- 川本紗矢：アルト
- 木﨑ゆりあ：メゾソプラノ
- 北原里英：メゾソプラノ
- 久保怜音：メゾソプラノ
- 小嶋真子：メゾソプラノ
- 兒玉遥：アルト
- 後藤楽々：ソプラノ
- 込山榛香：アルト
- 指原莉乃：アルト
- 白間美瑠：メゾソプラノ
- 須田亜香里：アルト
- 高橋朱里：ソプラノ
- 高柳明音：ソプラノ
- 朝長美桜：メゾソプラノ
- 中井りか：アルト
- 古畑奈和：ソプラノ
- 松井珠理奈：アルト
- 松岡はな：メゾソプラノ
- 峯岸みなみ：ソプラノ
- 宮脇咲良：ソプラノ
- 向井地美音：アルト
- 武藤十夢：メゾソプラノ
- 山本彩加：ソプラノ
- 山本彩：メゾソプラノ
- 横山由依：ソプラノ
- 吉田朱里：ソプラノ
- 渡辺麻友：ソプラノ